# Leptoglossus zonatus
Leptoglossus zonatus är en insektsart som först beskrevs av William Sweetland Dallas 1852.  Leptoglossus zonatus ingår i släktet Leptoglossus och familjen bredkantskinnbaggar. Inga underarter finns listade i Catalogue of Life.

## Bildgalleri

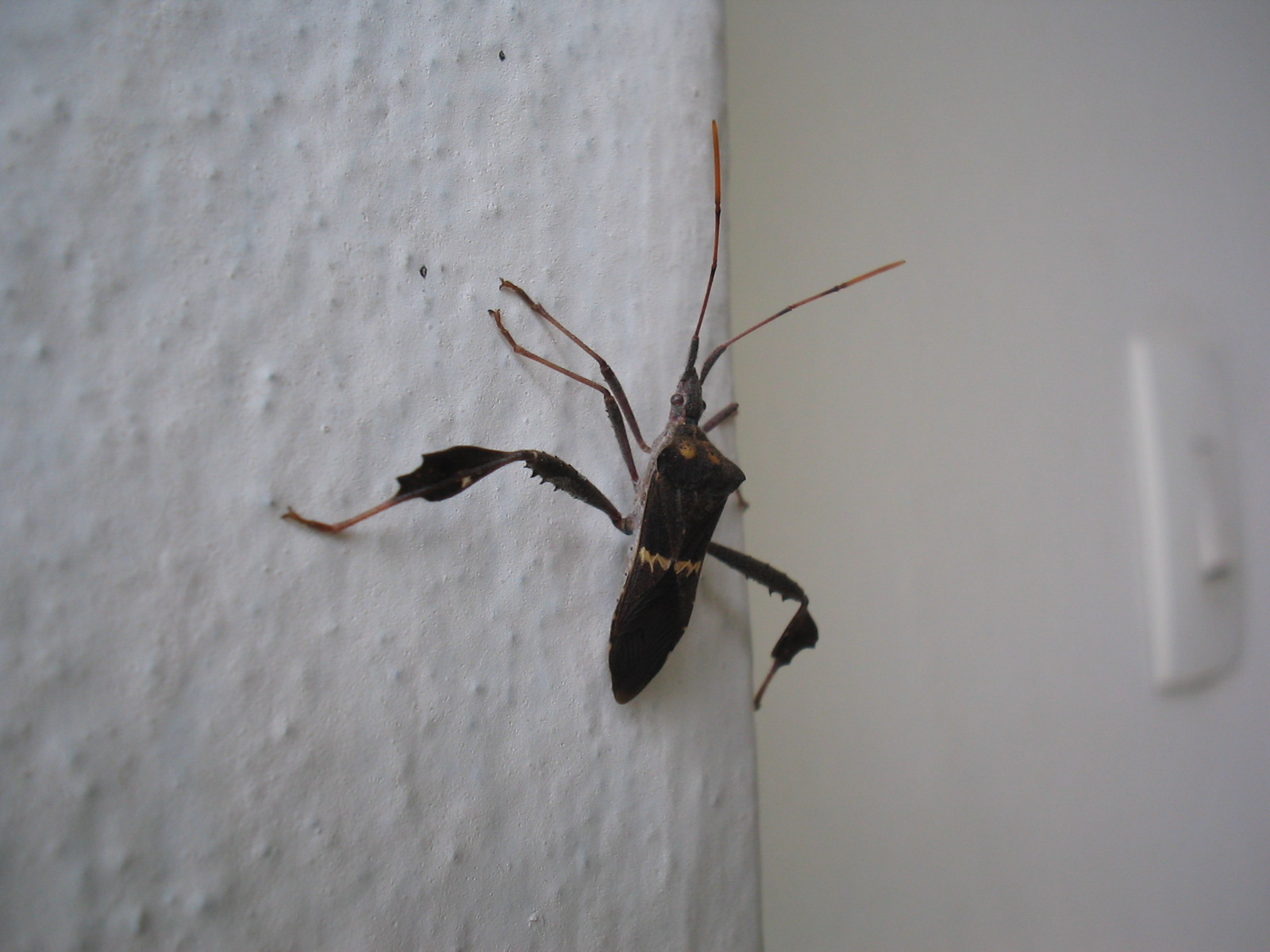
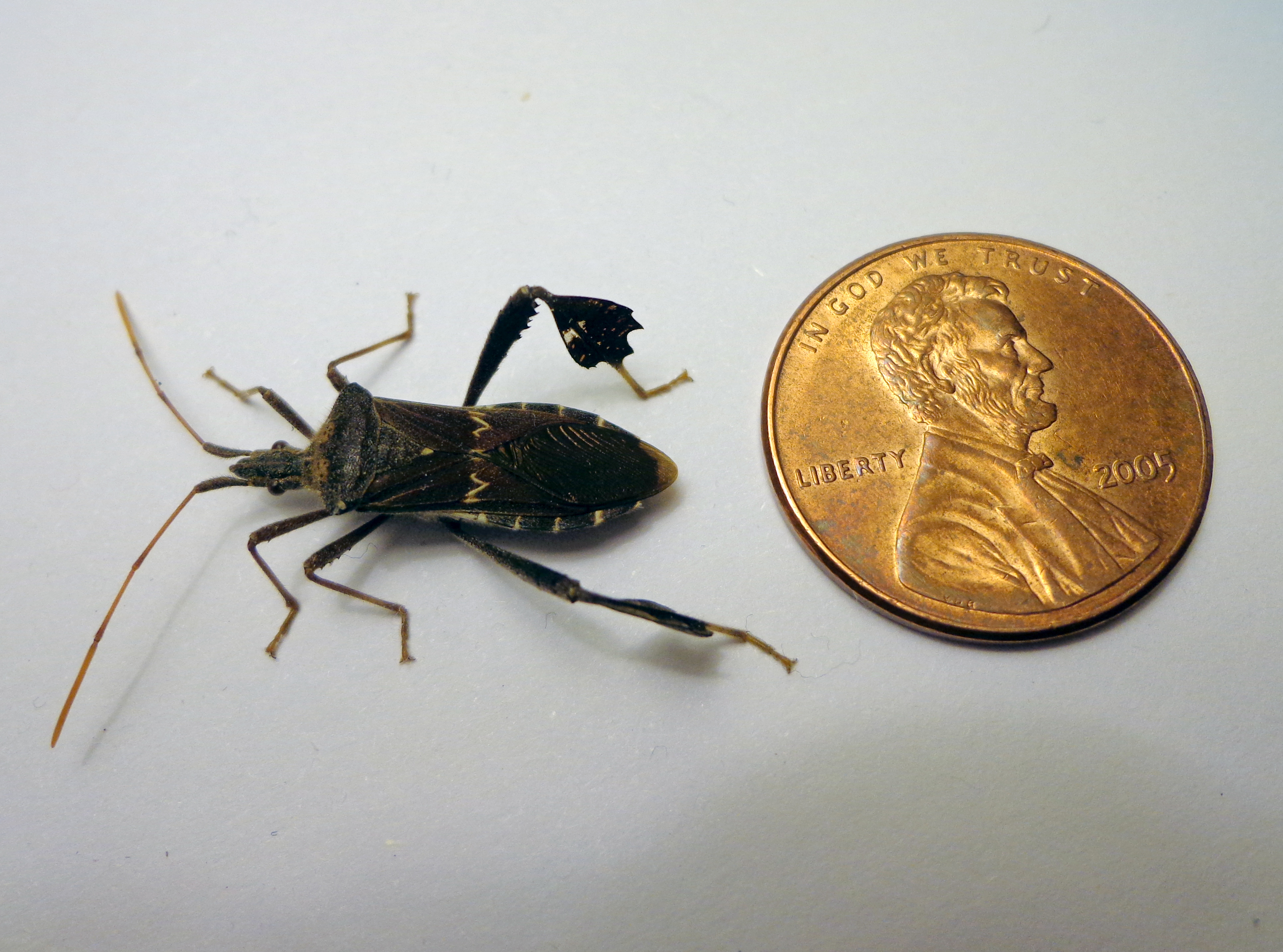